# Edward Smith-Stanley
Edward George Geoffrey Smith-Stanley, 14e graaf van Derby (Knowsley Hall bij Prescot, 29 maart 1799 – aldaar, 23 oktober 1869) was een Brits conservatief politicus en driemaal eerste minister van het Verenigd Koninkrijk, van februari tot december 1852, van februari 1858 tot juni 1859 en van juni 1866 tot februari 1868.

## Levensloop

### Begin van zijn politieke loopbaan
Hij was de oudste zoon en eerste van zeven kinderen van Edward Smith-Stanley, 13e graaf van Derby en Charlotte Margaret Hornby.
Van 1811 tot 1817 studeerde hij aan het Eton College, waarna hij toegelaten werd tot de Christ Church van de Universiteit van Oxford. Smith-Stanley studeerde echter niet af en ging in 1824 enkele maanden reizen door Canada en de Verenigde Staten. 
In juli 1822 werd hij met de steun van zijn grootvader voor Stockbridge verkozen in het House of Commons. In het begin van zijn politieke loopbaan behoorde hij tot de Whigs en in maart 1824, kort voor zijn reis naar Noord-Amerika, hield hij zijn eerste toespraak. Die toespraak viel op door zijn helderheid en de oratorische vaardigheden van Smith-Stanley.
Na zijn terugkeer naar Engeland huwde hij met Emma Caroline Bootle-Wilbraham en kreeg met haar drie kinderen. Daarna was hij in 1828 enkele maanden lid in de regering onder leiding van burggraaf Goderich. In 1829 stemde hij in het parlement voor de katholieke emancipatie en in 1830 hield hij een toespraak waarin hij zijn voorkeur voor parlementaire hervormingen uitsprak.
Bij de verkiezingen van 1830, die kort na het overlijden van koning George IV plaatsvonden, behaalden de Whigs een grote overwinning. Smith-Stanley zelf geraakte niet herkozen, maar werd in februari 1831 opnieuw lid van het House of Commons.

### Ministeriële loopbaan
In de regering van Charles Grey was hij van 1830 tot 1834 hoofdsecretaris van Ierland en voerde in die functie die Irish Education Act in, waarbij in Ierland een nationale onderwijsraad werd opgericht. Kinderen afkomstig uit alle klassen werden in alle scholen die subsidies kregen van de overheid toegelaten. Deze wet werd gesteund door de Ierse katholieke kerk en werd zestig jaar later ook ingevoerd in Engeland.
In Ierland voerde Smith-Stanley ook de radicale Coercion Act in om de openbare wanorde en ontevredenheid in Ierland krachtig tegen te gaan, wat leidde tot conflicten met de belangrijke Ierse politicus Daniel O'Connell. Minister van Binnenlandse Zaken Althorp wilde aftreden om niet verantwoordelijk gesteld worden voor deze radicale wetten, maar Smith-Stanley kon hem overtuigen om aan te blijven door te zeggen dat deze wet ingevoerd moest worden om de rust in Ierland te herstellen en dat door zijn ontslag de regering kon vallen. Smith-Stanley besloot de verantwoordelijkheid van deze wetten op zich te nemen en gaf in het parlement een briljante toespraak waarmee hij het parlement kon overtuigen om deze wetten in te voeren. De wetten werden met een grote meerderheid goedgekeurd.
In april 1833 werd hij benoemd tot minister van Oorlog en Koloniën. Toen hij in deze functie begon, waren in het parlement de debatten bezig over de afschaffing van de slavernij en Smith-Stanley diende vijf moties in waarin hij de emancipatie van slaven in de Britse koloniën binnen één jaar wilde invoeren. In het parlement diende hij de definitieve wet voor de afschaffing van de slavernij in, waarbij alle slaven binnen het Britse Rijk op 1 augustus 1834 hun vrijheid kregen. 
In de regering verzette Stanley zich tegen het wetsvoorstel van minister John Russell om het landbezit van de Anglicaanse kerk in Ierland te verminderen en in juni 1834 nam hij hierom ontslag als minister van Oorlog en Koloniën. Korte tijd later stapte hij samen met een kleine groep parlementsleden, de zogenaamde Derby Dilly, uit de Whigpartij om in 1837 toe te treden tot de Conservative Party onder leiding van Robert Peel.
In 1841 werd hij minister van Oorlog en Koloniën in de regering van Robert Peel. Hij was hierbij verantwoordelijk voor de oorlogsvoering en daarna de vredesonderhandelingen bij de Eerste Opiumoorlog tegen China. In augustus 1842 werd het Verdrag van Nanking afgesloten, waarbij Hongkong een Britse kolonie werd. In november 1844 werd hij als baron Stanley van Bickerstaff in de adel verheven, waardoor hij lid werd van het House of Lords.
Stanley kwam echter in conflict met Peel over het invoeren van vrijhandel, waar hij tegen was. Hij stemde wel in met het afschaffen van de Graanwetten. Dit zou in december 1845 de val van de regering-Peel veroorzaken. Nadat Whig-leider John Russell er niet in slaagde om een regering te vormen, kreeg Stanley het voorstel om de leiding van de regering over te nemen. Hij weigerde echter en Peel bleef aan als premier. Stanley probeerde de regering ervan te overtuigen om een protectionistisch beleid te behouden, maar slaagde daar niet in.
De verkiezingen van 1846 werden gewonnen door de Whigs, waardoor de Conservative Party in de oppositie belandde. Hij volgde Peel op als leider van de Conservative Party, maar hield zich ook meer bezig met gokken bij de paardenrennen. In juni 1851 overleed zijn vader, waardoor hij de 14e graaf van Derby werd.

### Premierschappen
Na de val van de Whig-regering van John Russell werd Derby op 23 februari 1852 benoemd tot de nieuwe premier. Zijn eerste regering kreeg de bijnaam Who? Who?-regering. Toen Derby namelijk in het House of Lords zijn ministers bekend maakte, vroeg de hardhorende hertog van Wellington steeds: "Wie? Wie?", omdat hij Derby niet begreep. In juli 1852 vonden nieuwe verkiezingen plaats, waarbij de Conservatieven geen meerderheid haalden en afhankelijk waren van de "Peelites", die de Conservatieve Partij na het einde van het premierschap van Peel verlaten hadden. De Whigs, Peelites, radicalen en de Ierse parlementsleden verwierpen echter de begroting opgesteld door minister van Financiën Benjamin Disraeli. Hierdoor werd Derby in december 1852 verplicht om af te treden.
In 1858 kwamen de conservatieven terug aan de macht en Derby vormde in februari 1858 zijn tweede regering. Hij diende tijdens zijn tweede ambtstermijn de India Act in, waarbij de controle over India van de Britse Oost-Indische Compagnie overgedragen werd aan de Britse regering. Ook voerde de Jews Relief Act in, waarbij joden de toestemming kregen om parlementslid te worden. In juni 1859 verloor Derby echter een vertrouwenskwestie, waarna hij moest aftreden als premier. Tijdens de Amerikaanse Burgeroorlog, waarbij Groot-Brittannië neutraal bleef, was Derby voorzitter van het Centraal Uitvoeringscomité dat de ontevredenheid van de textielarbeiders door het tekort aan katoen moest wegnemen.
Na de val van de tweede regering van John Russell werd Derby in juni 1866 voor de derde keer premier. In februari 1867 diende minister van Financiën Disraeli zijn Reform Bill in, maar moest zijn voorstel over de uitbreiding van het stemrecht matigen door tegenstand van de rest van de regering. Disraeli vroeg echter aan enkele parlementsleden om in het House of Commons radicalere maatregelen te eisen dan die in zijn wetsvoorstel. Hierdoor zag Derby zich in augustus 1867 gedwongen om de oorspronkelijke Reform Bill van Disraeli in te voeren.
In februari 1868 nam hij wegens gezondheidsproblemen ontslag, waarna Disraeli hem opvolgde als premier. Vanaf het einde van de jaren 1830 had Derby last van jicht en moest door de pijn van zijn dokters opium nemen, waardoor zijn mentale gezondheidstoestand met de jaren werd aangetast. Hij bleef echter lid van het House of Lords tot zijn dood in oktober 1869.